# Grant Flower
Grant William Flower (nacido el 20 de diciembre de 1970) es un entrenador de críquet de Zimbabue y exjugador de críquet. Fue nombrado entrenador de bateo de Zimbabue en octubre de 2010 y ocupó el cargo hasta 2013. En mayo de 2014, fue nombrado entrenador de bateo del equipo de cricket de Pakistán y terminó su contrato que finalizó en agosto de 2019.En diciembre de 2019, fue designado entrenador de bateo de Sri Lanka por un contrato de dos años.

## Carrera internacional
En 1997, Flower se convirtió en el primer zimbabuense en anotar un siglo en las dos entradas de un partido de Test Cricket, jugando contra Nueva Zelanda en Harare. El 25 de octubre de 1992, Flower hizo su debut en One Day International con Zimbabue contra India. El 18 de octubre de 1992, hizo su debut en Test Cricket contra India.
En 2004 anunció su retiro del cricket internacional. En diciembre de 2019, fue designado entrenador de bateo de Sri Lanka por un contrato de dos años.